# Тавариш, Жозе
Жозе Тавариш (порт. José Tavares; род. 25 апреля 1965 или 23 апреля 1966, Вила-Нова-ди-Гая, Португалия) — португальский футболист, полузащитник. Участник чемпионата Европы 1996.

## Биография

### Клубная карьера
С 14 лет был игроком юношеской команды «Оливейра-ду-Дору». В ней же и начал профессиональную карьеру в 1985 году, выступая в низших португальских лигах. В 1988 году перешёл в клуб «Инфешта», за который в сезоне 1989/90 провёл 31 матч и забил 12 голов в Сегунде. После удачного сезона в Сегунде, Тавариш подписал контракт с клубом высшей лиги «Порту». В составе «Порту» футболист провёл один сезон и сыграл за команду 7 матчей в лиге, забив 1 гол. По итогам сезона вместе с «Порту» занял второе место в чемпионате, а также стал обладателем Кубка Португалии. Покинув «Порту», Тавариш стал игроком другого клуба высшей лиги «Боавишта» и в первый же сезон в новом клубе снова стал обладателем Кубка, победив в финальном матче «Порту». В дальнейшем ему удалось повторить достижение в сезоне 1996/97. Сезон 1994/95 Тавариш провёл в «Бенфике», где в том числе принимал участие в розыгрыше Лиги чемпионов (дошёл с командой до 1/4 финала), но после окончания сезона вернулся в «Боавишту». 
Сезон 1998/99 Тавариш провёл в клубе высшей лиги «Униан Лейрия», а в 1999 году вернулся в «Инфешту», с которой выступал в третьей лиге Португалии. Завершил игровую карьеру в 2003 году.

### Карьера в сборной
Дебютировал за сборную Португалии 20 апреля 1994 года в товарищеской встрече со сборной Норвегии, отыграв весь матч. Осенью того же года провёл за сборную ещё две игры в рамках отборочного турнира чемпионата Европы 1996. После этого вернулся в сборную уже весной 1996 года, а летом оказался в заявке команды на основной турнир Евро-1996. На чемпионате Европы Тавариш сыграл во всех трёх матчах группового этапа, но встречу 1/4 финала против Чехии (0:1) провёл на скамейке запасных. После окончания турнира в сборную не вызывался.

## Достижения
«Порту»
- Обладатель Кубка Португалии: 1990/91

«Боавишта»
- Обладатель Кубка Португалии (2): 1991/92, 1996/97
- Обладатель Суперкубка Португалии (2): 1992, 1997